# Petra Januskova
Petra Januskova (* 3. März 1991) ist eine kanadische Tennisspielerin.

## Karriere
Januskova begann mit fünf Jahren das Tennisspielen. Sie bevorzugt laut ITF-Profil Sandplätze und spielt vor allem auf der ITF Women’s World Tennis Tour, wo sie auch bislang sieben Titel im Doppel gewinnen konnte.
Ihre besten Weltranglistennotierungen erreichte sie im Einzel im Juli 2016 mit Platz 628 und im Doppel im Oktober 2014 mit Platz 361.

## Turniersiege

### Doppel
| Nr. | Datum              | Turnier  | Kategorie   | Belag     | Partnerin                      | Finalgegnerinnen                     | Ergebnis         |
| --- | ------------------ | -------- | ----------- | --------- | ------------------------------ | ------------------------------------ | ---------------- |
| 1.  | 9. Februar 2014    | Tinajo   | ITF $10.000 | Hartplatz | Lu Jiajing                     | Elise Mertens Bernice van de Velde   | 7:5, 5:7, [10:6] |
| 2.  | 7. Februar 2016    | Hammamet | ITF $10.000 | Sand      | Angelica Moratelli             | Deborah Kerfs Alina Wessel           | 6:1, 6:2         |
| 3.  | 21. Februar 2016   | Hammamet | ITF $10.000 | Sand      | Swjatlana Piraschenka          | Despina Papamichail Chantal Škamlová | 6:3, 6:2         |
| 4.  | 17. April 2016     | Hammamet | ITF $10.000 | Sand      | Angelica Moratelli             | Maria Palhoto Charlotte Römer        | 7:67, 7:5        |
| 5.  | 11. September 2016 | Prag     | ITF $10.000 | Sand      | Angelina Schurawljowa          | Dasha Ivanova Iva Primorac           | 6:2, 6:0         |
| 6.  | 27. Mai 2018       | Hammamet | ITF $15.000 | Sand      | Julyette Maria Josephine Steur | Brittany Collens Celine Fritsch      | 6:0, 6:0         |
| 7.  | 24. August 2018    | Budapest | ITF $15.000 | Sand      | Daniela Vismane                | Klára Hájková Aneta Laboutková       | 7:5, 3:6, [11:9] |